# Majel Lustenhouwer
Gerardus Majella Josef Maria (Majel) Lustenhouwer (Soest, 21 maart 1953) is een Nederlands dirigent en componist.

## Biografie

### Jeugd en opleiding
Lustenhouwer werd geboren in Soest waar hij zijn jeugd ook doorbracht. Hij groeide op in een katholiek gezin en zong als kleuter in De Schellebellen, een koor onder leiding van Paula van Alphen als enige jongetje in het koor. Hij studeerde na de middelbare school koordirectie bij Frans Moonen en schoolmuziek aan het Hilversumse conservatorium en werkte daarna in het muziekonderwijs bij de Nieuwe Baarnsche School.

### Loopbaan
Lustenhouwer was betrokken bij het ontwikkelen van een modern kinder-zangrepertoire en het op professionele en deskundige wijze uitvoeren ervan. Hij verkreeg landelijke bekendheid door zijn dirigentschap van het kinderkoor Kinderen voor Kinderen dat hij vijfentwintig jaar leidde en waarvoor hij de muziek van diverse liederen componeerde. Ook dirigeert hij het jaarlijkse gala van het Ronald McDonald Kinderfonds en doet koorprojecten met het Groot Omroepkoor. Ook begeleidde hij het AVRO's kinderkoor en verzorgt hij kindervoorstellingen en Sinterklaasfeesten op basisscholen. Daarnaast schrijft hij samen met Marian van Gog en Hannie Buenen canonliedjes over de Nederlandse geschiedenis. Enkele belangrijke Nederlandse personen en gebeurtenissen waar hij liedjes over schreef zijn: de watersnoodramp in 1953, de V.O.C., Floris V, Rembrandt van Rijn, Desiderius Erasmus, Hugo de Groot, Willem Drees en Anne Frank.

### Personalia
Lustenhouwer is getrouwd met Mieke van der Grint en heeft drie kinderen. In april 2006 werd hij benoemd tot Ridder in de Orde van Oranje-Nassau. Zijn dochter Marieke heeft meegezongen in het Kinderen voor Kinderen–koor. Hij is een twee jaar jongere neef van illustrator Ben Lustenhouwer.

## Discografie
- (1982) Kleuterkoor Kolibrie - Wie weet er nog een liedje?
- (1991) Kinderkoor De Leeuwerikjes - Sinterklaas is jarig
- (1991) Kinderkoor De Wijsneusjes  - Vrolijk kerstfeest, iedereen
- (2008) Liedjes bij de geschiedeniscanon